# Kai Gersch
Kai Gersch (* 13. Februar 1971 in Bergen auf Rügen) ist ein ehemaliger deutscher Politiker. Er war als ehemaliges Mitglied der FDP von Oktober 2006 bis 2011 Mitglied des Berliner Abgeordnetenhauses.

## Leben
Nach der Mittleren Reife 1987 absolvierte Gersch eine Ausbildung zum Instandhaltungsmechaniker, die er 1989 abschloss. Im Anschluss arbeitete er kurzzeitig in seinem erlernten Beruf. Von 1990 bis 1991 leistete er Grundwehrdienst bei der Bundeswehr. Von 1992 bis 1994 war er als Gebietsverkaufsleiter tätig. Seit 1995 ist er Angestellter.

## Politik
Vor 2006 war Gersch Fraktionsvorsitzender der FDP-Fraktion in der Bezirksverordnetenversammlung des Bezirks Spandau. Seit 2006 war Gersch Mitglied des Abgeordnetenhauses von Berlin. Dort war er Sprecher der FDP-Fraktion für Gesundheits- und Pflegepolitik sowie für Verbraucherschutz. 
Gersch vertrat stets einen wirtschaftsliberalen Kurs, sprach sich für einen härteren Kurs in der Integrationspolitik aus und befürchtete innerhalb seiner Partei einen Linkskurs, den er stets ablehnte. Der rechtsnationalen Wochenzeitung Junge Freiheit, der er ein Interview gab, konstatierte: „Gersch hatte ein Programm in der Partei durchgesetzt, dass  FDP-intern als ‚Sarrazin-Papier‘ bezeichnet wurde. Gersch war immer wieder durch Forderungen wie die nach einem ‚Aktionsplan gegen Deutschfeindlichkeit‘ aufgefallen.“ 2010 kritisierte er die FDP-Führung öffentlich wegen der fehlenden Umsetzung ihrer Wahlversprechen.
Nach der Wahl zum Abgeordnetenhaus von Berlin 2011 schied er mit seiner Fraktion aus, da die FDP an der Fünf-Prozent-Hürde scheiterte und den Wiedereinzug ins Abgeordnetenhaus verpasste. 
Im Herbst 2011 trat er aus persönlichen Gründen von allen politischen Ämtern zurück. Ein Jahr später verließ er die FDP aus Unzufriedenheit über den Zustand der Partei. Seit Februar 2014 ist Gersch Mitglied der AfD, im April desselben Jahres übernahm er den Vorsitz des AfD-Kreisverbandes Havelland.
Im Jahr 2017 trat er aus der AfD aus.